# Тон Костянтин Андрійович
Тон Костянти́н Андрі́йович (рос. Тон Константин Андреевич, 26 жовтня (6 листопада) 1794 — 25 січня (6 лютого) 1881) — російський архітектор, придворний архітектор імператора Миколи I. Ректор Імператорської академії мистецтв. Автор численних архітектурних проєктів у багатьох містах Росії, творець так званого «російсько-візантійського стилю» храмового зодчества, що набув широкого поширення в правління Миколи I.
Відомий своїми роботами в Санкт-Петербурзі та в Московському Кремлі, головним чином своїм основним дітищем — храмом Христа Спасителя в Москві.

## Біографія
У 1803 році Костянтин був прийнятий вихованцем Імператорської академії мистецтв і з 1808 року вивчав у ній архітектуру під керівництвом головного наставника Андрія Вороніхіна. У 1815 році закінчив академічний курс зі званням художника 1-го ступеня і малою золотою медаллю за проєкт будівлі сенату. На початку 1818 року Тон склав за заданою академією програмою проєкт ярмарки, за що був направлений на шість років на стажування у Італію. У 1828 році був зарахований до Кабінету Його Величності з утриманням по 3000 рублів на рік. У 1830 році Тон отримав звання академіка і посаду професора 2-го ступеня за частиною архітектури. Протягом 24 років Тон займався викладацькою діяльністю в архітектурному класі академії, під його керівництвом здобули освіту понад двісті молодих зодчих, серед яких К. Маєвський, К. Рахау, Б. Йогансон, В. Кенель, Л. Шперер і М. Макаров. У 1854 році був призначений ректором академії мистецтв.
17 березня 1844 року Тону було подаровано спадкове дворянство.
Помер 25 січня 1881 року, похований на Волковському кладовищі в Санкт-Петербурзі

## Будинки, побудовані за проєктами Тона

### Будівлі в стилі класицизму
- 1833—1834 — Пристань зі сфінксами біля будівлі Академії мистецтв
- 1835—1848 — Петропавлівський собор у м. Клинці, Брянської області.
- 1838—1840 — Малий театр (переважно інтер'єри)
- 1839—1849 — Інвалідний будинок у Ізмайлово (садиба) (прибудова до Покровського собору)
- 1846—1847 — Постамент пам'ятника Державіну в Казані

### Храми та церкви в Україні
- 1852 — церква Успіння Богородиці у селі Тулиголове
- 1852 — храм Стрітення Володимирської ікони Пресвятої Богородиці в селі Могриця Сумського району Сумської області
- 1860 — церква у смт Седнів Чернігівської області
- 1861 — церква Св. Іллі у селі Циблі Київської області
- 1862 — церква Свв. Бориса і Гліба у місті Вишгород Київської області
- 1862 — церква Св. Димитрія у селі Жуляни

### Російсько-візантійські храми Петербурга і околиць

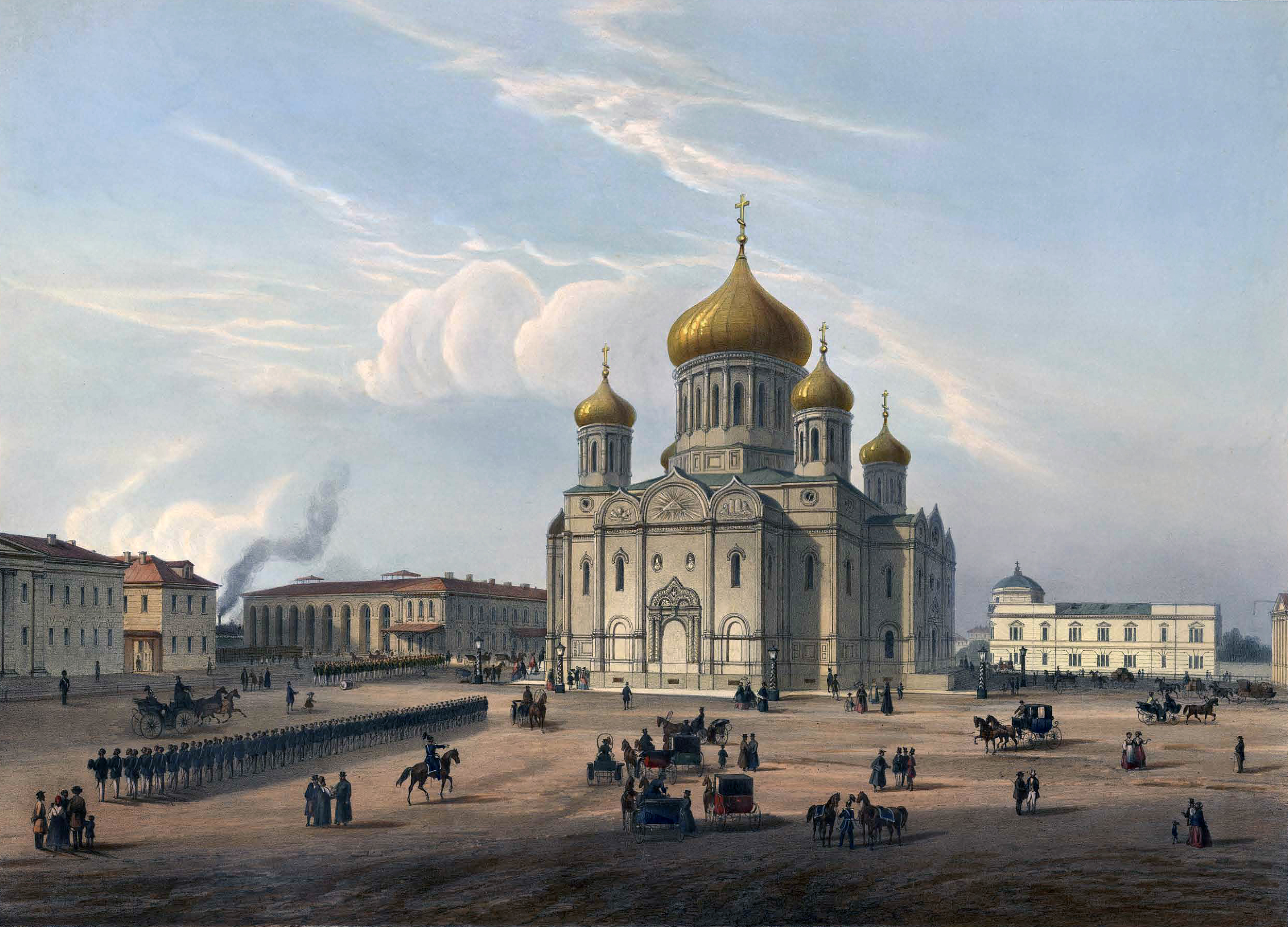
Введенська церква Семенівського полку в Петербурзі в 19 ст.

- 1830—1837 — Храм святої великомучениці Катерини в Єкатерингофі
- 1834—1842 — Введенська церква Семенівського полку
- 1835—1840 — Катерининський собор у Царському Селі
- 1836—1839 — Петропавлівська церква Уланського полку в Петергофі
- 1840—1845 — Преображенська церква гренадерського полку
- 1842—1849 — Благовіщенська церква Кінного полку
- 1849—1855 — Мироньєвська церква Єгерського полку

### Російсько-візантійські споруди в Москві і провінції

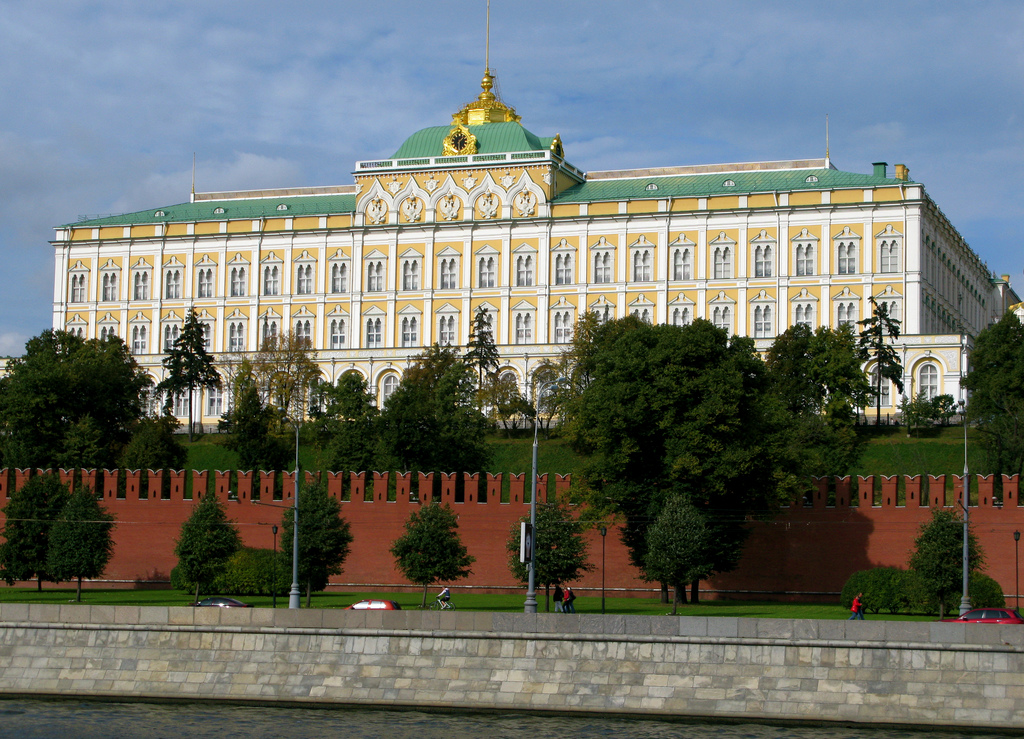
Великий Кремлівський палац

- 1835 — Дзвіниця Симонова монастиря
- 1837—1883 — Храм Христа Спасителя
- 1839—1849 — Великий Кремлівський палац
- 1844—1851 — Оружейна палата (Москва)
- 1845—1889 — Вознесенський собор (Єлець)
- 1845—1861 — Богородице-Різдвяний собор (Красноярськ)
- 1855—1866 — Собор Боголюбського монастиря
- 1856 — Казанська церква, Тівдія
- 1867 — Петропавлівська церква (Любань)

Тон також розробив типові проєкти кам'яних міських церков і селянських будинків для казенних поселень.

### Залізничні споруди
- 1847—1851 — Миколаївський вокзал у Петербурзі
- 1845—1852 — Миколаївський вокзал в Москві; Царскосельський вокзал у Петербурзі (замінений Вітебським)
- 1846—1851 — Кругове депо (Москва)